# Ulricehamns konst- och östasiatiska museum
Ulricehamns konst- och östasiatiska museum var ett privatägt konstmuseum i Ulricehamn.
Museet låg i den tidigare Ulricehamns järnvägsstation och var öppet 1997–2007 Det inrymde framför allt Carl Kempes samling av kinesisk guld- och silverhantverk samt keramik, som hade köpts efter Kempes död 1997 av ulricehamnsföretaget Weland Stål, ägt av Gösta Welandson.  Samlingen var på omkring 1.600 föremål. Den keramiska samlingen omfattade föremål från 2.800 före Kristus till början av 1900-talet.
Guld- och silversamlingen omfattade tidsepoken 600 före Kristus –  omkring 1800 efter Kristus. Samlingen såldes  2007/08 och delar har utauktionerats på Sotheby's i Hongkong och London från 2008.
Intendent på museet var antikhandlaren Leif Petzäll i Borås.